# Города-побратимы Алма-Аты
Алма-Ата, или Алматы, имеет множество городов-побратимов в разных странах мира. С городами как ближнего, так и дальнего зарубежья были подписаны соглашения о взаимовыгодном сотрудничестве в торгово-экономической, научно-технической и культурной сферах.

## Ближнее зарубежье
Москва — (3 октября 1994 года)
 Казань — (8 февраля 1996 года)
 Санкт-Петербург — (1 марта 1996 года)
 Бишкек — (12 декабря 1997 года)
 Минск — (17 февраля 1998 года)
 Вильнюс — (3 марта 1998 года)
 Рига — (22 октября 1998 года)

## Дальнее зарубежье
Тусон — (2 июля 1989 года)
 Ренн — (14 апреля 1991 года)
 Тэгу — (1991 год)
 Стамбул — (2 апреля 1998 года)
 Тель-Авив — (7 декабря 1999 года)
 Будапешт — (1 июня 2003 года)
 Александрия — (3 ноября 2003 года)
 Нижняя Австрия — (17 ноября 2003 года)
 Варна — (24 июня 2004 года)
 Урумчи — (2014 год)
 Лэйк-Плэсид — (7 февраля 2017 года)
 Шанхай — (16 июня 2025 года)